# Stelle principali della costellazione del Corvo
Segue un prospetto delle stelle principali della costellazione del Corvo, elencate per magnitudine decrescente.